# Construcción civil

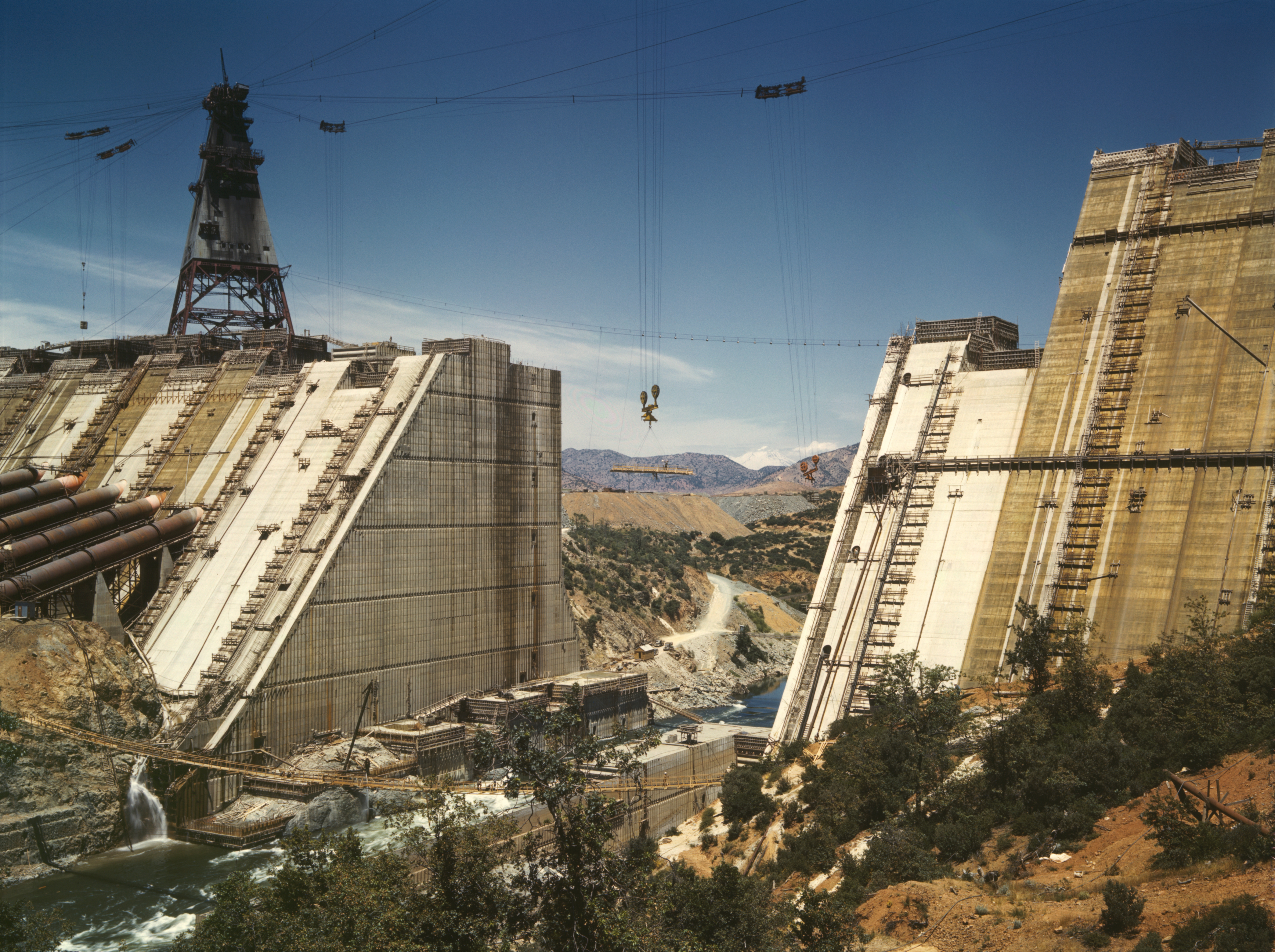
La represa Shasta Dam durante su construcción en junio de 1942

Construcción civil es el área que engloba a los profesionales destinados a planificar, supervisar y dirigir infraestructuras realizadas por la industria de la construcción.

## Descripción
La industria de la construcción se considera importante en la actividad económica de un país, también aporta elementos culturales al crear infraestructuras icónicas que definen un momento histórico, una localidad o una infraestructura vital. "La industria de la construcción es la mayor consumidora de energía (Del Río et al., 2009) y es la segunda mayor consumidora de materias primas después de la industria alimentaria (Halliday, 2008). Una enorme proporción de todos los materiales utilizados para la construcción de las obras se está convirtiendo en un enorme depósito y, a su vez, en un enorme problema de extremadamente difícil eliminación para las generaciones futuras (Kibert, 2007)".
La construcción civil se define como el área que lleva a cabo la edificación de una infraestructura de uso pública o privada, urbana o rural.
La industria de la construcción se puede dividir en dos grandes grupos: diseño y ejecución. Dando lugar a un gran grupo de profesionales, tales como arquitectos, ingenieros civiles, ingenieros en construcción y constructores civiles. Derivando estos en muchos más, como es el caso de dibujantes técnicos, o técnicos de nivel superior o universitario en construcción. En un ejemplo simple, como el caso de la construcción de una casa, el arquitecto diseña la obra, el ingeniero civil calcula las medidas y efectúa la evaluación necesaria, y el constructor civil la edifica, siendo este último quien lleva la mayor parte del tiempo en terreno. En cualquier momento, si surge alguna dificultad, los profesionales ya nombrados se reúnen para planificar y buscar las soluciones más beneficiosas.

## Características productivas de la industria de la construcción
- Curva de aprendizaje limitada: La continua movilización del personal entre proyectos (y diferentes trabajos, en muchos casos) de construcción cuya duración es limitada, y la creación y la posterior disolución de organizaciones que ejecutan estos proyectos (Empresas constructoras iniciales), producen un aislamiento en la capacitación, siendo esta de forma muy escasa en el caso de los países poco o subdesarrollados.

- Sensitividad al clima: A diferencia de otras industrias, la construcción se ve afectada por el clima y el entorno natural, un ejemplo de ello es la construcción en ambientes húmedos o costeros donde los hongos y la erosión respectivamente; deterioran el aspecto y la estructura de la obra.